# JAZF1
JAZF1 (англ. JAZF zinc finger 1) – білок, який кодується однойменним геном, розташованим у людей на короткому плечі 7-ї хромосоми. Довжина поліпептидного ланцюга білка становить 243 амінокислот, а молекулярна маса — 27 079.
| 10         |  | 20         |  | 30         |  | 40         |  | 50         |
| ---------- |  | ---------- |  | ---------- |  | ---------- |  | ---------- |
| MTGIAAASFF |  | SNTCRFGGCG |  | LHFPTLADLI |  | EHIEDNHIDT |  | DPRVLEKQEL |
| QQPTYVALSY |  | INRFMTDAAR |  | REQESLKKKI |  | QPKLSLTLSS |  | SVSRGNVSTP |
| PRHSSGSLTP |  | PVTPPITPSS |  | SFRSSTPTGS |  | EYDEEEVDYE |  | ESDSDESWTT |
| ESAISSEAIL |  | SSMCMNGGEE |  | KPFACPVPGC |  | KKRYKNVNGI |  | KYHAKNGHRT |
| QIRVRKPFKC |  | RCGKSYKTAQ |  | GLRHHTINFH |  | PPVSAEIIRK |  | MQQ        |

A: Аланін

C: Цистеїн

D: Аспарагінова кислота

E: Глутамінова кислота

F: Фенілаланін

G: Гліцин

H: Гістидин

I: Ізолейцин

K: Лізин

L: Лейцин

M: Метіонін

N: Аспарагін

P: Пролін

Q: Глутамін

R: Аргінін

S: Серин

T: Треонін

V: Валін

W: Триптофан

Кодований геном білок за функцією належить до фосфопротеїнів. 
Задіяний у таких біологічних процесах, як транскрипція, регуляція транскрипції, метаболізм ліпідів, альтернативний сплайсинг. 
Білок має сайт для зв'язування з іонами металів, іоном цинку. 
Локалізований у ядрі.